# Serhij Riabczenko
Serhij Wasylowycz Riabczenko (ukr. Сергій Васильович Рябченко, ros. Сергей Васильевич Рябченко, Siergiej Wasiljewicz Riabczenko; ur. 1 czerwca 1923 w Aleksandrii, zm. 27 czerwca 1992 w Odessie) – radziecki i ukraiński artysta grafik.

## Życiorys
Serhij Wasylowycz Riabczenko urodził się 1 czerwca 1923 r. w Aleksandrii w obwodzie kirowogradzkim.
Od dziecka lubił rysować. Lata jego młodości przypadły na początek Wielkiej Wojny Ojczyźnianej; na froncie w czasie spokoju szkicował sylwetki żołnierzy. Jako uczestnik II wojny światowej został nagrodzony za zasługi Orderem Czerwonej Gwiazdy, Orderem Wojny Ojczyźnianej oraz medalami „Za odwagę”, „Za zdobycie Budapesztu” i „Za zdobycie Wiednia”.
Po demobilizacji wojskowej Serhij Riabczenko powrócił do Aleksandrii i pracował w oddziale kompletowania sprzętu w spółce Ukrajinawuhilla, następnie przeniósł się do Odessy, gdzie w 1947 roku rozpoczął naukę w Odeskiej Szkole Artystycznej im. M.B. Grekowa. Jego nauczycielami w ramach wybranej specjalizacji byli L.J. Muchnik, M.K. Popławski i M.M. Mutselmacher. Na kurs dyplomowy razem z artystą uczęszczała jego przyszła żona – Olga Stepanowna Riabczenko. W 1953 roku Serhij Riabczenko zakończył naukę na uczelni.
W 1954 roku artysta zadebiutował na republikańskiej wystawie, od 1956 roku brał udział w licznych wystawach krajowych i zagranicznych.
Od 1959 roku artysta był członkiem Związku Artystów ZSRR.
Zmarł 27 czerwca 1992 roku w Odessie.

## Twórczość

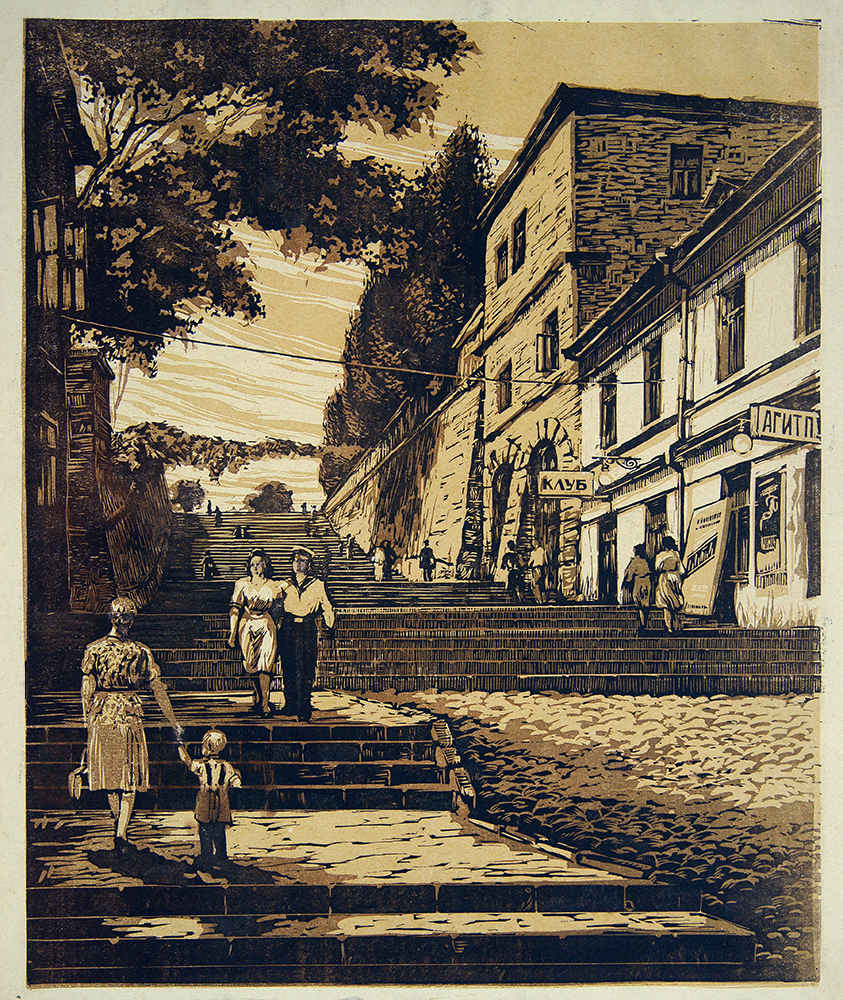
Serhij Riabczenko, „Zejście Lastoczkina”, papier, kolorowy linoryt

Serhij Riabczenko uznawany jest za jednego z najlepszych ukraińskich grafików. Specjalizował się w dziedzinie grafiki sztalugowej w następujących technikach: rysunku, akwaforty, linorytu, litografii i akwareli. Do najważniejszych dzieł artysty należą m.in.: cykl akwafort i linorytów „Pejzaże Odessy” (1954-1961); cykl litografii „Marynarka Wojenna” (1959-1960); seria linorytów „Legendarni Bohaterowie Wojenni” (1963-1965).

## Kolekcja
- Ukraińskie Narodowe Muzeum Sztuki (Kijów, Ukraina)
- Narodowe Muzeum Sztuki w Odessie (Odessa, Ukraina)[4]
- Muzeum Pamięci K.G. Paustovsky (Odessa, Ukraina)
- Obwodowe Muzeum Sztuki w Ługańsku (Ługańsk, Ukraina)[7]
- Symferopolskie Muzeum Sztuki (Symferopol, Ukraina)[8]
- Sewastopolskie Muzeum Sztuki im. M.P. Kroszyckiego (Sewastopol, Ukraina)[9]
- Muzeum-Panorama „Bitwa o Stalingrad” (Wołgograd, Rosja)[10]
- Nowokuźnieckie Muzeum Sztuki (Nowokuźnieck, Rosja)[11]

## Rodzina
- Syn – Wasyl Riabczenko (ur. 1954) – ukraiński artysta, jeden z najważniejszych przedstawicieli współczesnej sztuki ukraińskiej oraz nurtu Nowej Ukraińskiej Fali.
- Wnuk – Stepan Riabczenko (ur. 1987) – uznany ukraiński artysta sztuki nowych mediów specjalizujący się w sztuce cyfrowej, architekturze konceptualnej, rzeźbie oraz instalacjach świetlnych.